# Escudo de Santander

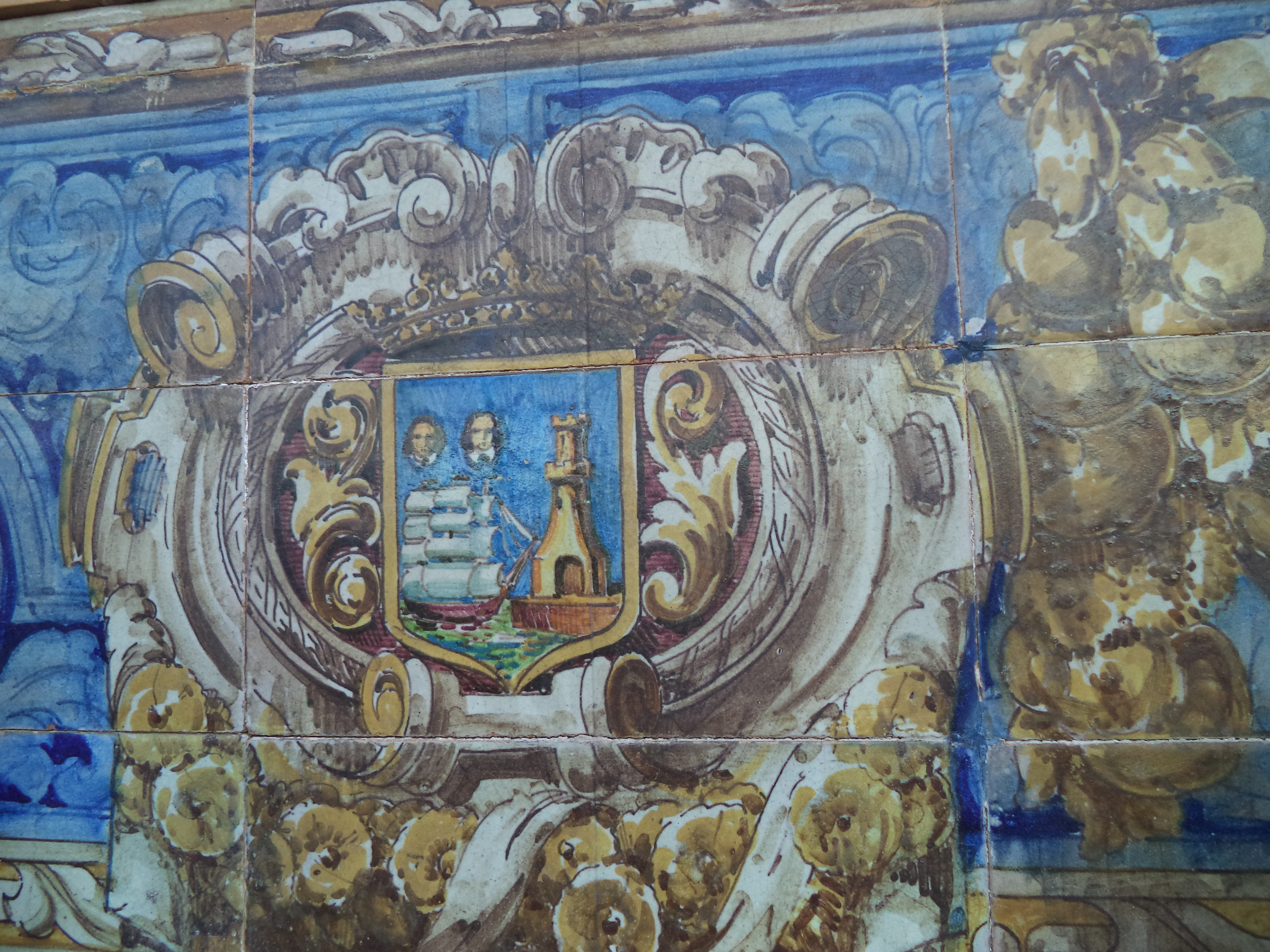
Escudo de Santander, pintado en 1929, en el banco de esa provincia en la Plaza de España de Sevilla

Otra versión del escudo

El actual escudo de Santander representa, al igual que el de otros muchos municipios de la costa de Cantabria, la conquista de Sevilla por parte de marineros asturianos, cántabros y gallegos, al mando del almirante Ramón de Bonifaz y Camargo en el año 1248 durante el reinado del Rey Fernando III de Castilla. En él figuran la Torre del Oro sevillana, y la nave en la que Ramón de Bonifaz y sus hombres rompieron las cadenas que unían Sevilla con Triana, el 3 de mayo de 1248. Similar motivo, y por el mismo hecho, se refleja también en el escudo de Avilés, Castrillón, o Ribadedeva en Asturias, entre otras.
También se pueden apreciar los rostros de los patronos de Santander, San Emeterio y San Celedonio, decapitados en Calahorra durante la persecución de Diocleciano o en la de Valeriano, tras ser encarcelados y puestos ante la disyuntiva de renunciar a su fe o abandonar la profesión militar. Según la leyenda, sus cabezas fueron transportadas desde el Ebro en una barca de piedra para proteger las reliquias del avance musulmán, y finalmente atravesaron la isla de la Horadada, en la bahía de Santander. 
Cuando en 1982, el día 11 de enero entró en vigor el Estatuto de Autonomía de Cantabria, los símbolos del escudo de Santander fueron adoptados como parte del nuevo Escudo de Cantabria, según lo dispuesto en el Título Preliminar de dicho Estatuto.

## Escudos anteriores[1]
En su obra Crónica de la Provincia de Santander de 1919, el historiador Mateo Escagedo Salmón observa que el escudo actual es una especie de compendio de escudos anteriores.
- El sello antiguo de la abadía de Santander: según las Constituciones de la abadía, documento del año 1285, hechas por el abad Jofre de Loayza, y recogidas en el diploma n.º 7 del Libro de Escrituras del Archivo de la Catedral, el sello de la abadía constaría de dos cabezas y una figura de mano que las santigua ("dos figuras de cabezas y una figura de mano por desuso que las santiguaba et en derredor de todo decía: †S. Capituli Santi Anderi"). Este sería el sello de la abadía desde el siglo XIII. De aquí saldrían las cabezas del actual escudo de la ciudad.
- Escudos en el antiguo Ayuntamiento: Escagedo Salmón cita en su obra un artículo de Fresnedo de la Calzada en la revista La Montaña (revista de la colonia montañesa en Cuba) en el que analiza los tres escudos que figuraban en el antiguo edificio del ayuntamiento de la ciudad, construido en parte en el siglo XV y ampliado en el siglo XVI. En el escudo del centro figuraba el águila de la Casa de Austria y estaba cuartelado con los atributos de esta; esto confirmaría que la villa seguía siendo de realengo. Los dos escudos laterales estaban sin cuartelar y no tenían corona. El de la derecha reproduciría la escena de la torre, la cadena y el barco, mientras que en el de la izquierda aparece una nave con un remo en la popa (similar al escudo de San Vicente de la Barquera).
- Sello de la villa de Santander: en el artículo de la revista La Montaña, Fresnedo de la Calzada señala que el sello de la villa de Santander constaba por una de sus caras de un castillo con tres torres, siendo la del centro la más elevada, mientras que la otra carta representaba una nave surcando los mares. Dicho sello estaría en un documento del año 1335 guardado en el museo del Louvre y en una copia en yeso y una fotografía en el museo municipal de Santander. Para Escagedo Salmón el escudo de la nave surcando el mar sería el de la Corporación, el del castillo con tres torres sería el de la villa propiamente dicha; solamente después, en el siglo XVI se empezó a usar el escudo actual.